# Pocenia

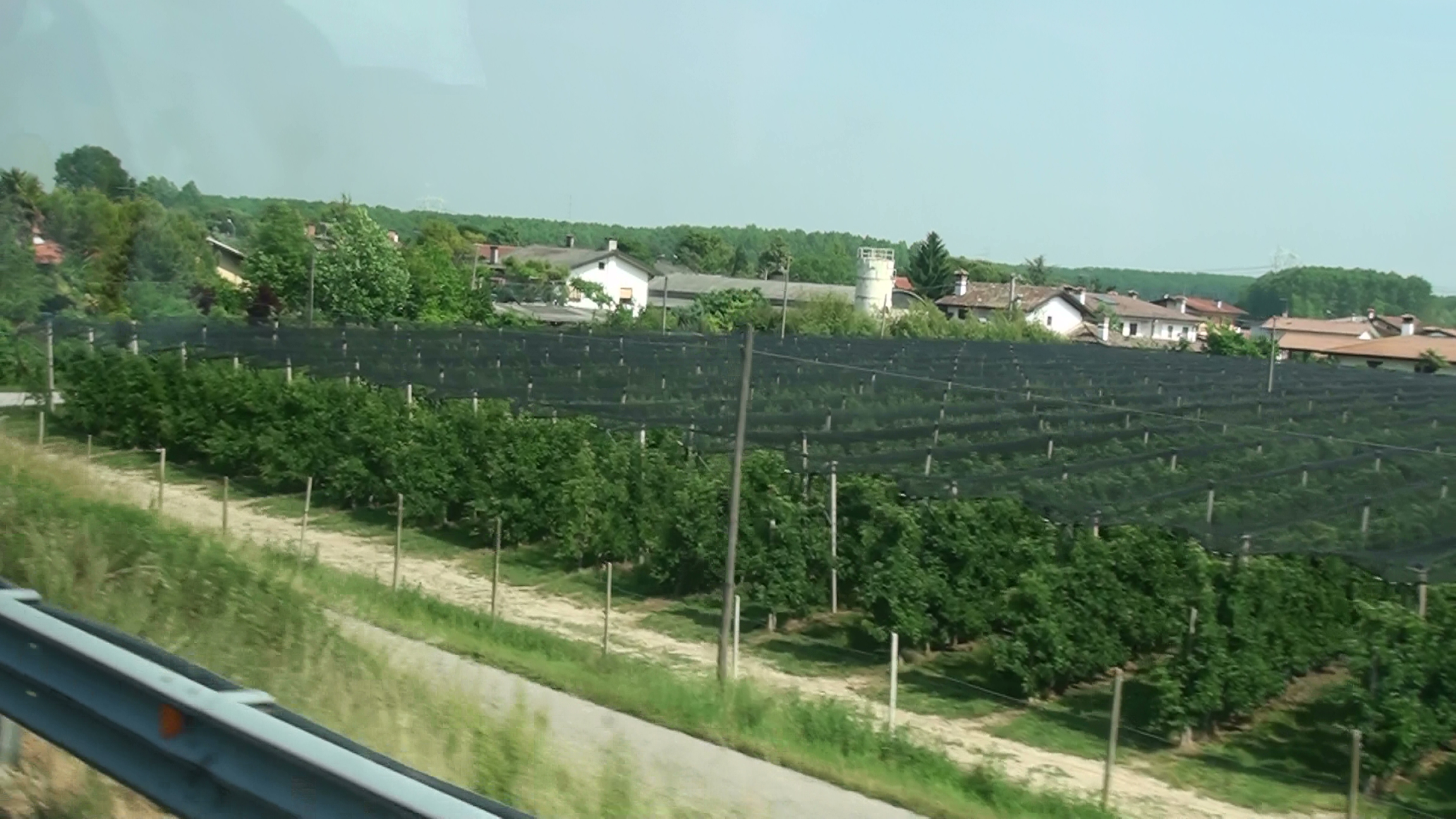

Pocenia (im furlanischen Dialekt Pucinìe) ist eine nordostitalienische Gemeinde (comune) mit 2360 Einwohnern (Stand 31. Dezember 2023) in der Region Friaul-Julisch Venetien. Die Gemeinde liegt etwa 28 Kilometer südsüdwestlich von Udine.

## Verkehr
Durch die Gemeinde führt die Autostrada A4 von Turin nach Triest.

## Persönlichkeiten
- Gino Sciardis (1917–1968), französisch-italienischer Radrennfahrer